# Enrique Molina Garmendia
Enrique Molina Garmendia (La Serena, 4 de agosto de 1871-Concepción, 6 de marzo de 1964) fue un educador y filósofo chileno que promovió y ayudó a desarrollar la descentralización de la educación en Chile. Su mayor logro fue fundar en 1919 la Universidad de Concepción, la tercera más antigua del país y la primera en estar ubicada fuera de la capital Santiago. Es considerado el pedagogo más prestigioso de su generación, así como uno de los filósofos más influyentes de Chile.
En vida recibió diversas distinciones, entre ellas los reconocimientos de doctor honoris causa de la Universidad de Chile y de Rector Honorario Vitalicio de la Universidad de Concepción.

## Biografía

### Infancia y juventud
Hijo del notario o escribano Telésforo Molina y de Mercedes Garmendia, Enrique perdió a su madre cuando sólo tenía cuatro años de edad. Estudió en el Liceo de La Serena, ubicado en la ciudad de La Serena.
Apoyado por su padre, en 1887 se trasladó a vivir a Santiago para estudiar Medicina. Sin embargo, debido a los altos costos de los libros de estudio que le exigían para dicha carrera, decidió optar por estudiar Derecho. Así comenzó sus estudios de educación superior en la Escuela de Derecho de la Universidad de Chile; sin embargo, luego de la creación del Instituto Pedagógico en 1889, decidió cambiarse de carrera para titularse en 1892 de pedagogo de Historia y Geografía. Más adelante señaló de esta decisión:

«En el Pedagógico aprendí a salir del marasmo en que me mantenían envuelto vicios contraídos en el liceo. Aprendí a trabajar, a estudiar y comencé a sentir el seguro resorte de una disciplina interior. Arraigó en mí la idea de que Chile necesitaba más profesores que abogados y educar se me presentó como una misión social. Fue la iniciación en la búsqueda de un sentido pleno de vida».
Enrique Molina Garmendia

Un año después, en 1890, comenzó su carrera docente en la ciudad de Chillán, en ese tiempo Región del Bío Bío, hoy la actual Región de Ñuble.
Desde entonces, durante toda su vida laboral desempeñó diversos cargos docentes y directivos.

### Carrera

#### Primeros años
Enrique Molina trabajó como profesor de Historia y Geografía en el Liceo de Chillán entre 1893 y 1903, época en que tuvo que aplicar la reforma educacional decretada por el gobierno vigente. En esta institución, entabló amistad con Alejandro Venegas, prestigioso escritor chileno y profesor de Castellano y Francés. En esta ciudad se integró al cuerpo de bomberos de Chillán siendo fundador de la cuarta compañía el 28 de mayo de 1893 según consta en las actas de la época.
Durante esta etapa, realizó un viaje de estudios por Alemania y Francia. Enrique Molina acabó su carrera inicial el 14 de marzo de 1902, adquiriendo así un segundo título de abogado, profesión que nunca ejerció. Ese mismo año, participó en el Congreso General de Educación, donde se debatió sobre si se debería preponderar el carácter humanista de la educación secundaria por sobre lo técnico, o viceversa. Enrique Molina era más partidario de lo primero.

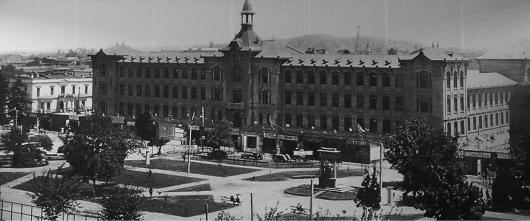
Antiguo Liceo de Concepción, donde Enrique Molina trabajó entre 1903 y 1905 y al que regresó como rector entre 1915 y 1935.

En 1903 se trasladó a Concepción para hacer clases en el Liceo de Concepción —actualmente llamado en su honor Liceo Enrique Molina Garmendia— hasta 1905, año en que fue nombrado director del Liceo de Hombres de Talca. En esta institución, donde trabajó hasta 1915, comenzó un importante proceso de modernización de la educación y sus contenidos, apoyado por el Consejo de Instrucción Pública del Ministerio de Educación y por Venegas, a quien llamó para que ejerciera como vicerrector de establecimiento. El trabajo de Enrique Molina en Talca fue difícil, debido al conservadurismo y tradicionalismo de aquella ciudad:

«En realidad, las cosas se complicaban, mas no hasta el grado de hacer zozobrar la nave. Contábamos con el apoyo seguro del Consejo de Instrucción Pública, lo que no obstaba a que el ambiente dentro de Talca fuera para nosotros asfixiante. Nos sentíamos allí como de guarnición en una ciudad sitiada».
Enrique Molina Garmendia

En 1910 la Federación de Estudiantes de Chile (FECH) le encomendó representarla ante la Federación Universitaria de Buenos Aires durante las fiestas del Centenario de la Independencia. En la ocasión realizó su discurso Ideales para la juventud, en el que aboga por «heroísmo de la paz» (aun cuando no descarta que en un momento llegue a ser necesario el heroísmo de la guerra) que lleve a los jóvenes estudiantes a protagonizar la superación del sistema imperante en los países latinoamericanos, sobre la base de la educación, la ciencia, la filosofía y el cambio social, como un medio superación de las desigualdades y lo que denomina desperdicio de las energías sociales en que, a su juicio, incurren los países del continente.
Paralelamente a su estancia en Talca, en 1911 viajó nuevamente a Alemania y Francia, esta vez por razones de índole político-cultural, siendo enviado por el gobierno en reconocimiento a su labor académica. Un año después, participó en el Congreso de Educación Secundaria de Chile, donde criticó el libro de Francisco Antonio Encina Nuestra inferioridad económica, donde el autor responsabilizó a los liceos de los problemas económicos del país, al no priorizar la educación científica por sobre la humanista. Enrique Molina, que utilizó argumentos descritos en sus publicaciones de materia filosófica y educacional de aquellos años, defendió la importancia de una educación que combinara equitativamente la instrucción humanista con la científica.

#### Establecimiento en Concepción
En 1915 regresó a Concepción para trabajar nuevamente en el Liceo de Concepción, esta vez como profesor y rector, cargos que comenzó a ejercer al año siguiente y que mantuvo hasta 1935.
Paralelamente a sus cargos en instituciones de educación secundaria, Enrique Molina continuó participando en foros científicos y publicando textos en las áreas de la educación y la filosofía, así como otras enfocadas a la extensión de la educación secundaria a la universitaria. Por otra parte, presentó un proyecto al presidente de Chile de entonces, Juan Luis Sanfuentes, para la fundación de una universidad en Concepción, que sería la primera fuera de la capital. Sin embargo, el apoyo estatal fue rechazado.
Además, Molina participó activamente en la masonería. En 1917, las logias masónicas 2 y 13 constituyeron el Comité pro-Universidad y pro-Hospital Clínico, iniciativa en la que participaron varios connotados intelectuales chilenos, tales como Edmundo Larenas Guzmán y Virginio Gómez, y que buscaba la creación de una casa de estudios superiores para toda la zona centro-sur y sur del país. Enrique Molina asumió la presidencia de dicho comité.

#### Viaje a Estados Unidos

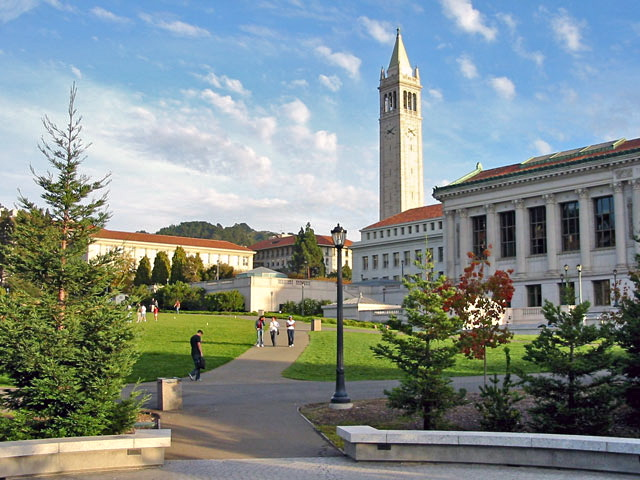
El campus de la Universidad de California en Berkeley motivó a Enrique Molina para que la futura Universidad de Concepción también tuviese un campus universitario, incluso con un campanil parecido a la Torre Sather (en la imagen).

En 1918, y ya con la idea de crear la primera universidad chilena fuera de la capital, Enrique Molina viajó, nuevamente apoyado por el gobierno, esta vez a Estados Unidos con el objetivo de conocer las innovaciones recientes en pedagogía realizadas en dicho país, y observar la estructura universitaria estadounidense. Allí pudo conocer las universidades de Berkeley, Stanford, Wisconsin, Chicago, Northwestern, Columbia, Yale, Filadelfia, Princeton y Harvard.
Dicho viaje fue determinante para el filósofo, quien más tarde insistió en la creación de un campus universitario que siguiera las ideas de la Universidad de California en Berkeley.

«El Campanil, cortándose sobre los oscuros pinares y en el luminoso raso del firmamento, es bello. Será siempre bello. Va a ser el símbolo universitario por excelencia, signo de rectitud y elevación, columna que difundirá en las almas goce, placidez y serenidad, flecha que apunta a la altura, como la filosofía, donde más allá de las nubes que amedrentan, triunfa la claridad celeste».
Enrique Molina Garmendia, octubre de 1943

#### La Universidad de Concepción

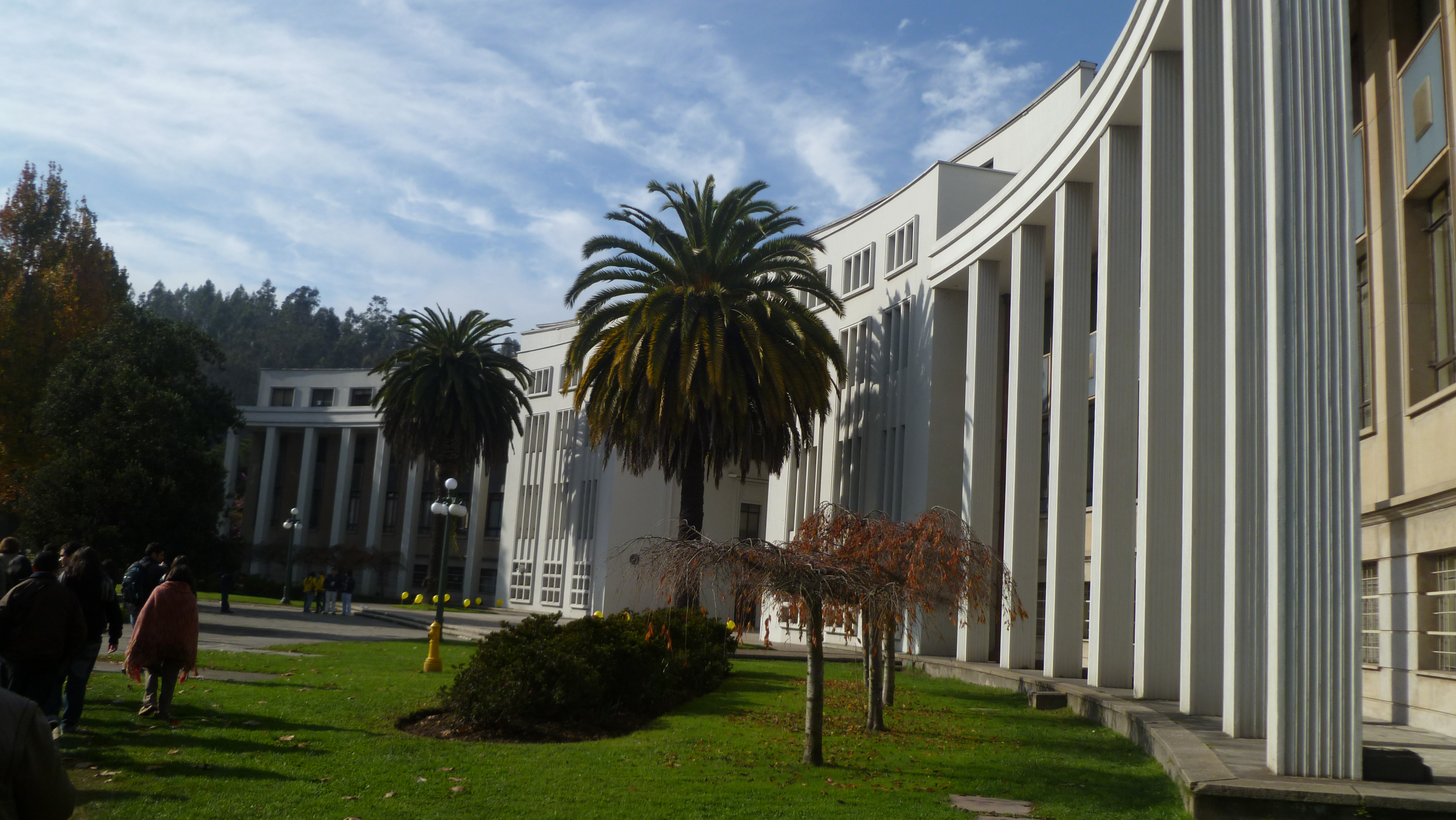
Entrada principal del campus central de la Universidad de Concepción, construida mientras Enrique Molina era rector.

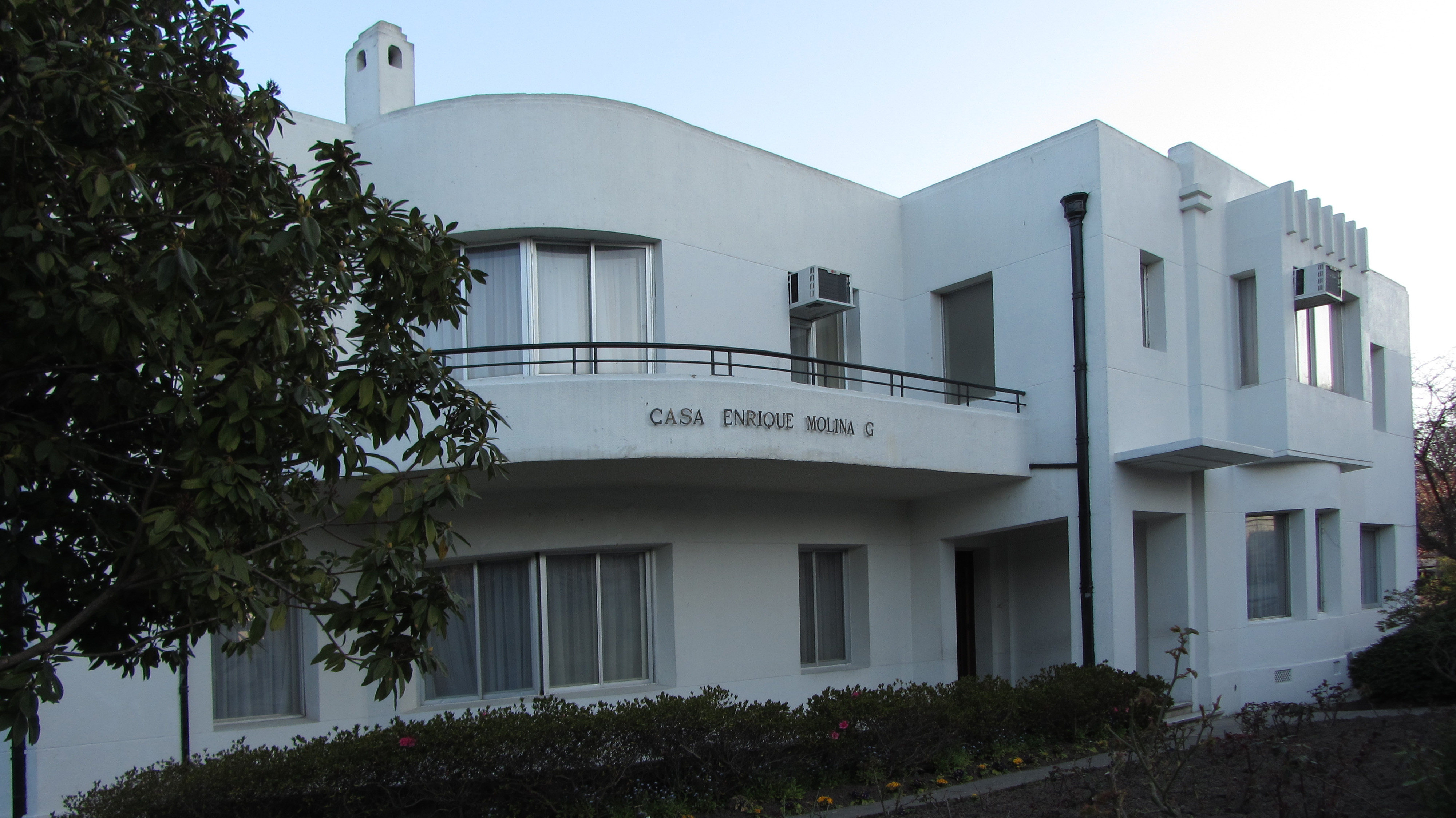
Casa de Enrique Molina, actualmente Rectoría de la Universidad de Concepción.

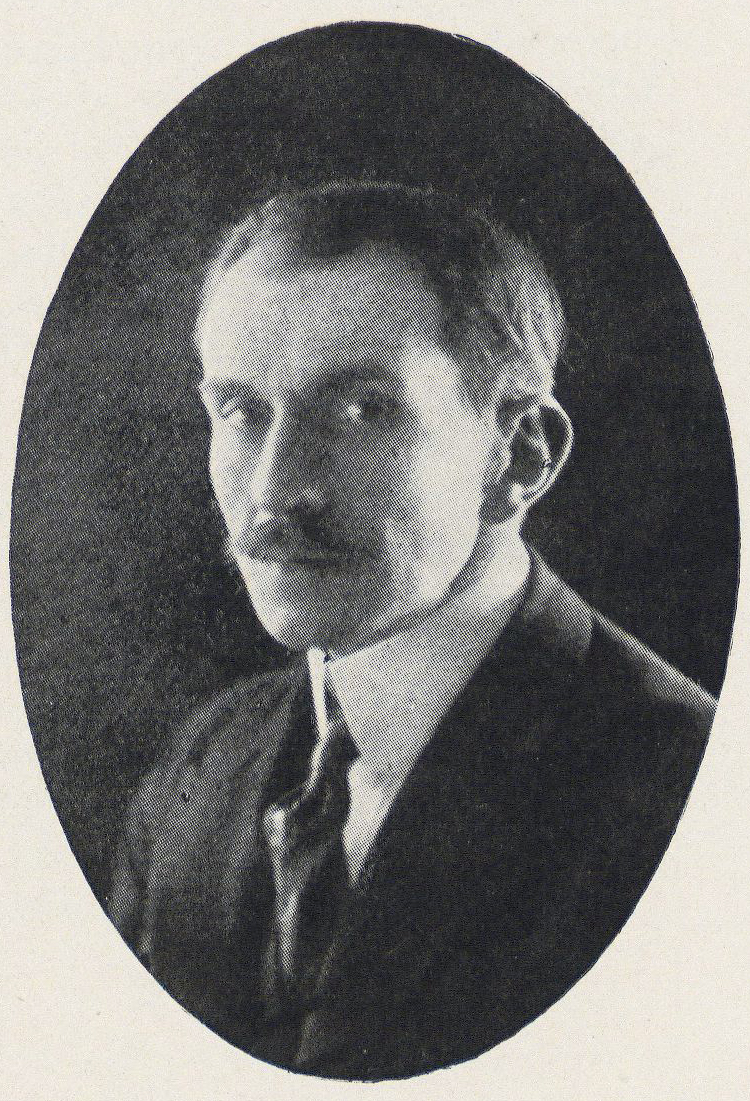
Enrique Molina en 1920.

El 14 de mayo de 1919, se fundó la Universidad de Concepción a través del apoyo de distintos municipios regionales, damas penquistas, de las colonias española e italiana y de la creación de las «donaciones por sorteo», que en 1921 se convirtieron en la Lotería de Concepción. Esta institución adquirió desde el comienzo un amplio prestigio educativo a nivel nacional. A partir de ese año, Molina Garmendia asumió como profesor de Filosofía y Sociología de la casa de estudios, además de los puestos de Rector y Presidente de ésta, cargos que ocupó hasta abril de 1956, cuando se le otorgó el título de Rector Honorario Vitalicio de la Universidad.
En 1924, cuando presidía un grupo de investigadores y profesores de la Universidad, Enrique Molina fundó la revista Atenea con el objetivo de difundir el pensamiento y la obra de intelectuales, políticos, artistas y académicos de los ámbitos culturales chileno y latinoamericano. Esta revista sigue estando activa hasta la actualidad y, desde 1929, ha entregado el Premio Atenea, otorgado a autores de obras destacadas de ciencia o literatura.
Los lemas de la nueva Universidad fueron «Por el desarrollo libre del espíritu» y «Sin verdad y esfuerzo no hay progreso», el primero de los cuales se utiliza hasta hoy.
En Concepción vivió en la casa ubicada en la calle Víctor Lamas #1290, actualmente ocupada por la Rectoría de la Universidad de Concepción. Se casó con Ester Barañao, con quien tuvo un hijo.

#### Cargos posteriores
En 1927, Molina fue elegido rector de la Universidad de Chile, donde intentó hacer reformas en los programas de enseñanza y modificar su funcionamiento general. Sin embargo, al poco tiempo abandonó el cargo para irse durante unos meses al extranjero en búsqueda de profesores y especialistas para conformar el cuerpo docente de la Universidad de Concepción.
En enero de 1930, representó a la Universidad de Concepción en el Congreso Universal de Universidades y en los Congresos Interamericanos de rectores, educadores y decanos en La Habana.
En 1941 fue designado como miembro académico de la Facultad de Filosofía de la Universidad de Chile.
En el espectro político, durante la presidencia de Gabriel González Videla, asumió en 1947 como Ministro de Educación Pública, cargo que aceptó con entusiasmo pero que dejó tempranamente en julio de 1948 debido a la desmotivación por no contar con los recursos necesarios para implementar sus ideas educativas, así como por las críticas recibidas por su ideología individualista y atea.

### Fallecimiento y conmemoraciones
Los restos de Enrique Molina fueron enterrados en un mausoleo del Cementerio General de Concepción. Tradicionalmente, miembros de la Universidad de Concepción realizan romerías a su tumba en marzo de cada año, en conmemoración de su muerte. El 8 de marzo de 2014, a cincuenta años de su fallecimiento, se realizó una romería especial, que contó con la presencia de diversas autoridades.

## Obra escrita
La destacada y vasta obra literaria y filosófica de Molina Garmendia es reconocida a nivel nacional e internacional.
El problema central de su obra es el análisis de las relaciones existentes entre el ser y la conciencia, priorizando el primero por sobre el segundo, a pesar de afirmar que el ser posee una conciencia en potencia. Su pensamiento asume un punto de vista descomprometido por partes iguales tanto con el idealismo como con el materialismo mecanicista. El filósofo le adjudica un valor espiritual al ser, destacando como problema fundamental del hombre la realización de su vida espiritual, desde un punto de vista ético y ontológico.
Su obra teórica refleja un pensamiento esencialmente liberal y democrático.

### Publicaciones

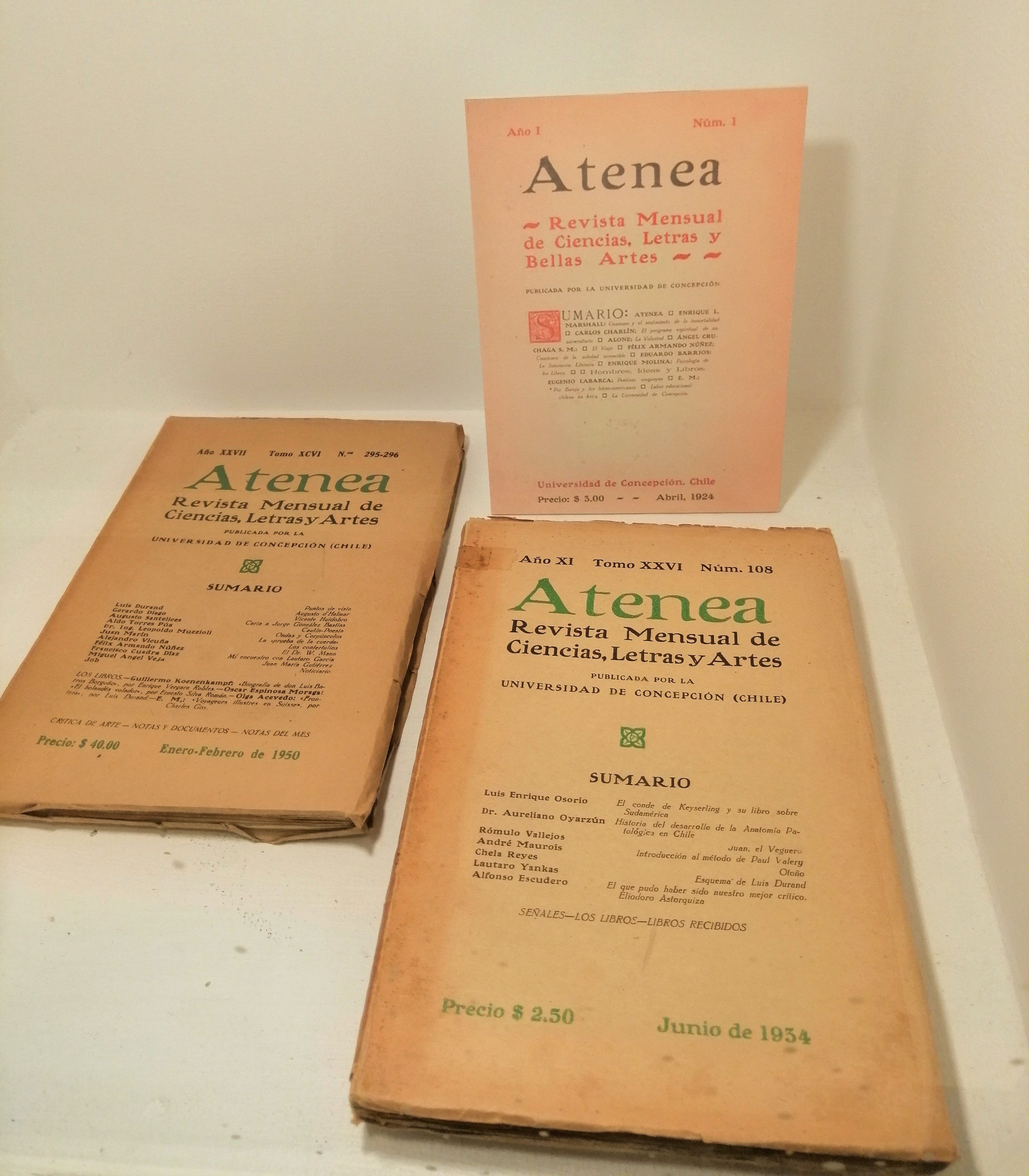
Números 1 (1924), 108 (1934) y 295-296 (1950) de la revista Atenea fundada por Enrique Molina, actualmente exhibidos en la Galería de la Historia de Concepción.

Algunas de sus principales publicaciones, que incluyen libros, artículos científicos y filosóficos, son las siguientes:
- 1907 - La misión del profesor y la enseñanza
- 1909 - La filosofía social de Lester Ward
- 1909 - La ciencia y el tradicionalismo
- 1909 - El pragmatismo de William James
- 1912 - La cultura y la educación general
- 1913 - Filosofía americana (París, colección de ensayos)
- 1914 - Educación contemporánea
- 1917 - Las democracias americanas y sus deberes
- 1920 - Por las dos Américas
- 1921 - De California a Harvard (estudio sobre las universidades norteamericanas y algunos problemas nuestros)
- 1935 - La revolución rusa y bolchevista
- 1935 - Proyecciones de la intuición
- 1940 - Páginas de un diario
- 1941 - Peregrinaje de un universitario. Notas y reflexiones
- 1942 - Confesión filosófica y llamado de superación a la América hispana
- 1943 - Recuerdos de Don Valentín Letelier
- 1944 - La Filosofía de Bergson
- 1944 - Nietzsche, dionisíaco y asceta. Su vida y su ideario
- 1947 - De lo espiritual en la vida humana
- 1952 - Tragedia y realización del espíritu. Del sentido de la muerte y del sentido de la vida

## Distinciones

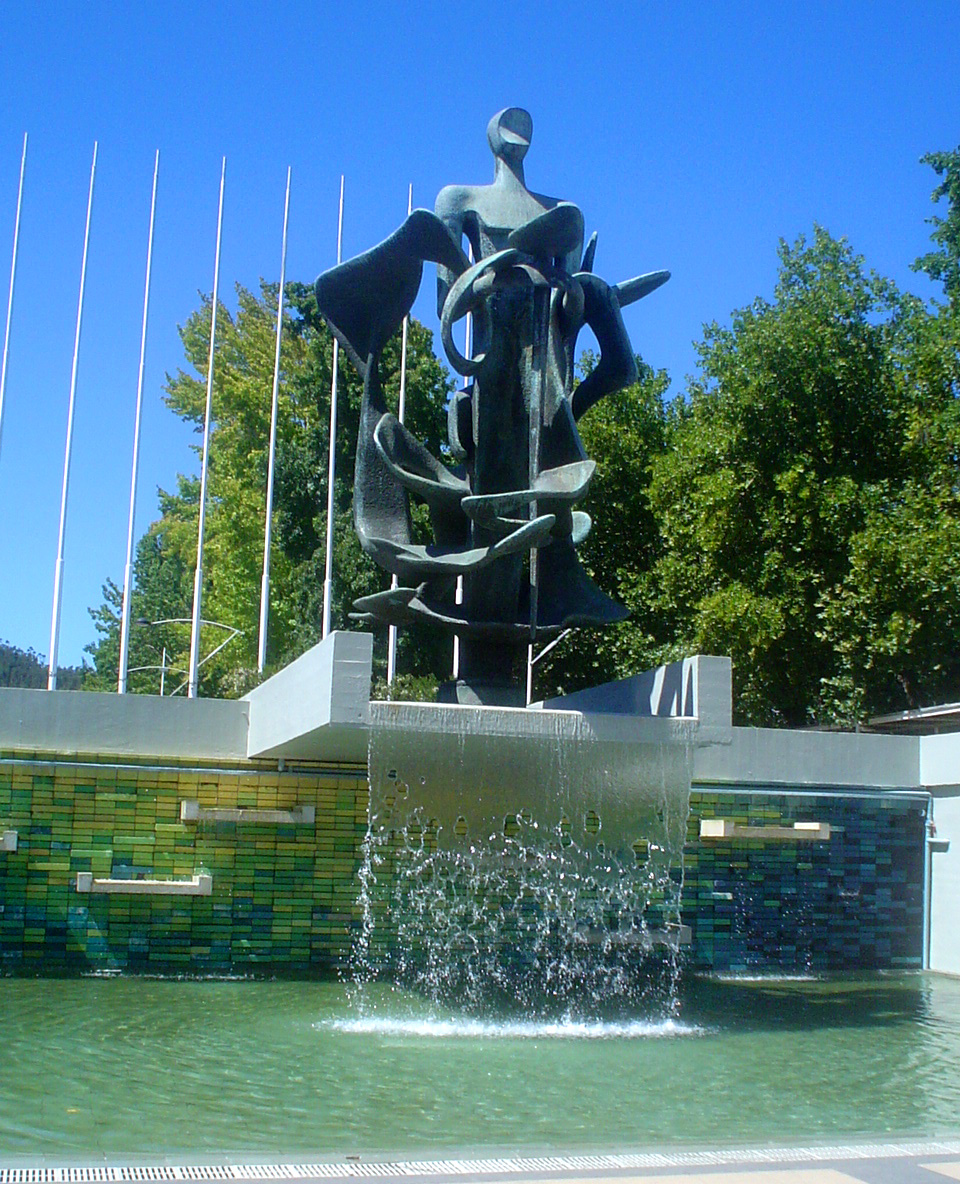
La obra Homenaje al espíritu de los fundadores de la Universidad de Concepción, diseñada por Samuel Román, homenajea a Enrique Molina como cofundador y primer rector de la Universidad de Concepción.

En sus diversos viajes al extranjero y giras por el país, Molina Garmendia recibió múltiples distinciones y condecoraciones, entre ellas:
- Medalla de Goethe, Alemania
- Miembro académico de la Facultad de Filosofía de la Universidad de Chile, Santiago de Chile
- Oficial de la Academia del Ministerio de Instrucción Pública, Francia
- Caballero de la Corona, Italia
- Miembro del Ateneo, México
- Premio de Arte de la Municipalidad de Concepción, 1953, Concepción, Chile

Adicionalmente, en 1956 fue nombrado rector vitalicio de la Universidad de Concepción; en 1959 el escultor Samuel Román erigió en su nombre el monumento Homenaje al espíritu de los fundadores de la Universidad de Concepción, ubicado en la Ciudad Universitaria de Concepción, y ese mismo año recibió el título de Profesor honoris causa de la Universidad de Chile.

## Obras dedicadas a él
Poema "Ronda de la Paz" de Gabriela Mistral en Ternura. 